# Elk Grove Village
Elk Grove Village è una città negli Stati Uniti d'America, nello Stato dell'Illinois. Fa parte dell'area metropolitana di Chicago; si trova principalmente nella contea di Cook, con una piccola porzione nella contea di DuPage.

## Amministrazione

### Gemellaggi
- Termini Imerese, dal 2002.